# Echo Chamber
Az Echo Chamber című dal a brit Beats International 1991-ben megjelent kislemeze, mely 2. stúdióalbumuk Excursion On The Version első kimásolt kislemeze. A dal az angol kislemezlista 60. helyéig jutott csupán, míg Új-Zélandon 49. helyezett volt.
A dalhoz Ben Wolff & Andy Dean (The Boilerhouse) készített remixet.

## Megjelenések
12"  Egyesült Államok Elektra – 0-66553
- A1	Echo Chamber	5:58
- A2	Echo Chamber (Boiler House Remix) 6:05

Remix – Boiler House
- B1	Daddy Freddy's Echo Chamber 5:57

Written-By – F. Nelson
- B2	Inch By Inch 4:03

## Slágerlista
| Slágerlista (1991)              | Legjobb helyezés |
| ------------------------------- | ---------------- |
| New Zealand RIANZ Singles Chart | 49               |
| Brit kislemezlista              | 60               |